# Glen Durrant
Glen Durrant (Middlesbrough, 24 november 1970) is een Engels voormalig professioneel darter die speelde voor de PDC. Zijn bijnaam is Duzza. Durrant won in 2017, 2018 en 2019 het BDO World Darts Championship. Verder won Durrant nog tweemaal de Winmau World Masters, driemaal de Finder Darts Masters en eenmaal de BDO World Trophy. Op 15 oktober 2020 won Durrant zijn eerste PDC-major door de Premier League of Darts te winnen.

## Carrière
Durrant is gestart met darten in 1985. Zijn eerste grote toernooi was in 2004 op de Winmau World Masters, waarin hij verloor van de Oostenrijker Dietmar Burger. Het navolgende jaar had hij meer succes, door twee opeenvolgende 3-0 in sets (whitewash) overwinningen, die hem bij de laatste 32 bracht. Na wederom een volledige winst (whitewash) tegen Aodhagen O'Neill mocht hij het hierna opnemen tegen de drievoudige wereldkampioen Martin Adams. Durrant had bijna de winst te pakken, maar verloor toch nog met 2-3 in sets.
Durrant nam ook tweemaal deel aan het door de PDC georganiseerde UK Open. In 2005 won hij zijn openingswedstrijd tegen Darren Moulsley voordat hij een beslissende leg verloor tegen Ray Cornibert om bij de laatste 64 te komen. In 2009 won Durrant van Graham Usher en John McGuirk voordat hij verloor van Terry Jenkins met 1-9.
Bij zijn derde keer aan de Winmau World Masters in 2011 had hij zijn beste kansen. Vier opeenvolgende overwinningen, waarbij hij maar drie legs weggaf. Hierdoor zat hij bij de laatste 24 en kwam hij op het televisiepodium. Hij won van Craig Baxter met 3-2 in sets en kwam daardoor bij de laatste 16. Hier moest hij het opnemen tegen de wereldkampioen van 2000 John Walton, die hij won met 3-1 in sets, hierdoor kwam hij wederom tegenover Martin Adams te staan, waarbij Adams won met 3-1 in sets.
Durrant heeft het Teesside dartskampioenschap drie keer gewonnen in de laatste 4 jaar.
Durrant kwalificeerde zich wederom in 2012 voor het UK Open, door te winnen van de Riley's qualifier in Middlesbrough. Hier lootte hij een mede Riley's qualifier Stephen Bunting en verloor met 0-4 in de voorronde.
Een week later gooide hij zijn eerste 9-darter in het toernooi van de England Darts Organisations Grosvenor Casino Tyneside Classic. Dit was meteen ook zijn comeback in de wedstrijd, waar hij op dat moment tegen een 0-4-achterstand aankeek. De partij werd uiteindelijk met 5-4 gewonnen van Garry Thompson om zo bij de laatste 16 te komen.
Zijn eerst grote internationale open toernooi (EDO England Classic) was in september 2012, toen hij won van Martin Adams, Robbie Green en Martin Atkins. waarna hij in de finale won van Scott Waites en won hiermee £3000,-. Op ditzelfde toernooi won hij ook het koppeltoernooi samen met zijn koppelpartner Tony Eccles, waardoor hij ook direct runner-up werd in de EDO England Matchplay.

### 2014
Durrant bereikte in 2014 de halve finale van de Winmau World Masters, waarin hij met 6-5 verloor van de latere winnaar Martin Phillips.

### 2015
Durrant versloeg in in de eerste ronde van de BDO World Darts Championship 2015 Karel Sedláček met 3-1, in de tweede ronde won hij met 4-1 van Jamie Hughes en in de kwartfinale met 5-2 van Darryl Fitton. Martin Adams schakelde hem in de halve finale met 6-5 uit. In 2015 won Durrant de Winmau World Masters met 7-3 van Larry Butler uit de Verenigde Staten. Later won hij ook nog de Finder Darts Masters (vroeger bekend als de Zuiderduin Masters) door Martin Adams met 5-2 in sets te verslaan in de finale. Tijdens dit toernooi speelde hij opvallend goed en gooide hij ook in meerdere wedstrijden een 100+ gemiddelde.

### 2016
Durrant werd gezien als de favoriet om de BDO World Darts Championship van 2016 te winnen. Hij won zijn eerste twee partijen zonder een set weg te geven. In deze twee partijen versloeg hij Welshman Dean Reynolds en de Amerikaan Larry Butler. In de kwartfinale ging Durrant echter onderuit tegen de wereldkampioen van 2013, Scott Waites. Waites versloeg Durrant met 5-4, ondanks dat Durrant de partij leidde met 3-1 en 4-2 in sets en 2-0 voorsprong had in legs in de zevende set.
In september 2016 won Durrant voor de tweede keer op rij de Winmau World Masters door winst op Engelsman Mark McGeeney met 6-3 in sets.
In december 2016 won Durrant voor de tweede keer op rij de Finder Darts Masters door winst op Jamie Hughes met 5-3 in sets.

### 2017
Durrant won op 15 januari 2017 het BDO World Darts Championship. Hij won in de finale met 7–3 in sets van de Nederlander Danny Noppert.

### 2018
Durrant prolongeerde op 15 januari 2018 zijn BDO-wereldtitel door in de finale met 7–6 in sets te winnen van Engelsman Mark McGeeney. Op de Dutch Open verloor Durrant in de finale van McGeeney met 1-3.
Op 3 juni 2018 wist Durrant de BDO World Trophy binnen te slepen, waardoor hij alle BDO-hoofdtoernooien minstens een keer had gewonnen. Hij won in de finale met 10-7 in legs van de Duitser Michael Unterbuchner.
In november 2018 nam Durrant net als in 2017 deel aan de Grand Slam of Darts, waarin spelers van de BDO het opnemen tegen spelers van de PDC. Durrant wist niet door de groepsfase heen te komen en eindigde in groep F als derde achter PDC-spelers Simon Whitlock en Gerwyn Price.
In december 2018 won Durrant voor de derde keer de Finder Darts Masters door winst op Richard Veenstra met 5-3 in sets.

### PDC Q-School
In november 2018 maakte Durrant bekend om in 2019 deel te nemen aan de PDC Q-School om zo een tourkaart te bemachtigen. Op 20 januari 2019 wist Durrant op de vierde dag van de Q-School via de Q-School order of merit voor twee jaar een tourkaart te bemachtigen en tekende tevens een contract bij het dartsmerk Target.

### 2019
Durrant won op 13 januari 2019 het BDO World Darts Championship voor de derde keer op rij. Hij won in de finale met 7–3 in sets van de Engelsman Scott Waites.
Op 4 februari 2019 werd bekend dat Gary Anderson vanwege rugklachten niet zal deelnemen aan de Premier League Darts 2019. Hij kreeg geen vaste vervanger, maar negen vervangers, onder wie Durrant. Elke week kwam er een lokale vervanger. Deze vervangers konden geen punten behalen, maar de tegenspelers ontvingen wel punten uit deze wedstrijden. De lokale spelers ontvingen wel het bijbehorende prijzengeld. Durrant nam het op de tweede speeldag in Glasgow op tegen Daryl Gurney, waarin hij met 7-2 in legs verloor.
In 2019 bereikte Durrant de halve finale van 2 grote toernooien: de World Matchplay en de World Grand Prix. In de World Matchplay won hij eerst van Adrian Lewis, Michael van Gerwen en James Wade, waarna Durrant in de halve finale verloor van  Michael Smith. In de World Grand Prix won Durrant eerst van Krzysztof Ratajski, Rob Cross en Jermaine Wattimena, waarna Glen in de halve finale verloor van Dave Chisnall. In november van dat jaar haalde hij ook nog eens de halve finale van het Grand Slam of darts. Hierin verloor hij uiteindelijk van Peter Wright. Door zijn goede prestaties in zijn eerste jaar bij de PDC doet hij als de nummer 27 geplaatste deelnemer mee aan het WK 2020 in Alexandra Palace. Bij de laatste 16 op 27 december 2019, versloeg Durrant Daryl Gurney, daarna versloeg hij op 28 december Chris Dobey om in de kwartfinale te komen. Durrant verloor in de kwartfinale van Gerwyn Price met 5-1 in sets, ondanks een aantal hoge finishes in het begin van de wedstrijd.

### 2020 - 2022
Op 15 oktober 2020 won Durrant, als debutant, de Premier League of Darts. Hij ging als koploper de play-offs in en won voor het eerst een PDC-major.
In 2021 kreeg hij ook een uitnodiging voor de Premier League, maar ditmaal verloor hij al zijn wedstrijden. Ook op de andere hoofdtoernooien van dat jaar werd hij vroegtijdig uitgeschakeld. 
In 2022 moest de Engelsman een hoop prijzengeld verdedigen, maar het gehele seizoen speelde hij slechts 3250 pond bij elkaar. Dientengevolge zou hij na het PDC World Darts Championship, waarvoor hij zich niet wist te kwalificeren, buiten de top 64 van de PDC Order of Merit vallen. Zodoende verloor hij zijn Tour Card en daarmee toegang tot het professionele circuit van de PDC. Hij kondigde aan in 2023 niet naar de Q-school te gaan om zijn Tour Card terug te winnen. De Engelsman weet zijn vormdip aan een afwijking die in zijn worp was geslopen en aan mentale problemen.

## Resultaten op Wereldkampioenschappen

### BDO
- 2014: Laatste 16 (verloren van Alan Norris met 1-4)
- 2015: Halve finale (verloren van Martin Adams met 5-6)
- 2016: Kwartfinale (verloren van Scott Waites met 4-5)
- 2017: Winnaar (gewonnen in de finale van Danny Noppert met 7-3)
- 2018: Winnaar (gewonnen in de finale van Mark McGeeney met 7-6)
- 2019: Winnaar (gewonnen in de finale van Scott Waites met 7-3)

### WDF
- 2013: Laatste 64 (verloren van Wesley Harms met 0-4)
- 2015: Laatste 32 (verloren van Tom Sawyer met 1-4)

### PDC
- 2020: Kwartfinale (verloren van Gerwyn Price met 1-5)
- 2021: Laatste 16 (verloren van Dirk van Duijvenbode met 3-4)
- 2022: Laatste 64 (verloren van William O'Connor met 0-3)

### WSDT (Senioren)
- 2023: Laatste 32 (verloren van Mark Dudbridge met 0-3)
- 2024: Laatste 32 (verloren van Mark Dudbridge met 2-3)

## Resultaten op de World Matchplay

### PDC
- 2019: Halve finale (verloren van Michael Smith met 10-17)
- 2020: Halve finale (verloren van Dimitri Van den Bergh met 15-17)
- 2021: Laatste 32 (verloren van Callan Rydz met 6-10)

### WSDT (Senioren)
- 2023: Laatste 16 (verloren van Jim McEwan met 7-9)

## Privé
Durrant heeft een vrouw en is vader. Hij lijdt aan de aangezichtsverlamming van Bell.